# ماهیار گوهرفروش
ماهیار گوهرفروش در شاهنامه پدر آرزو همسر بهرام گور است.
در شاهنامه شخص دیگری بنام ماهیار نیز وجود دارد.